# Хунза-Нагарская кампания

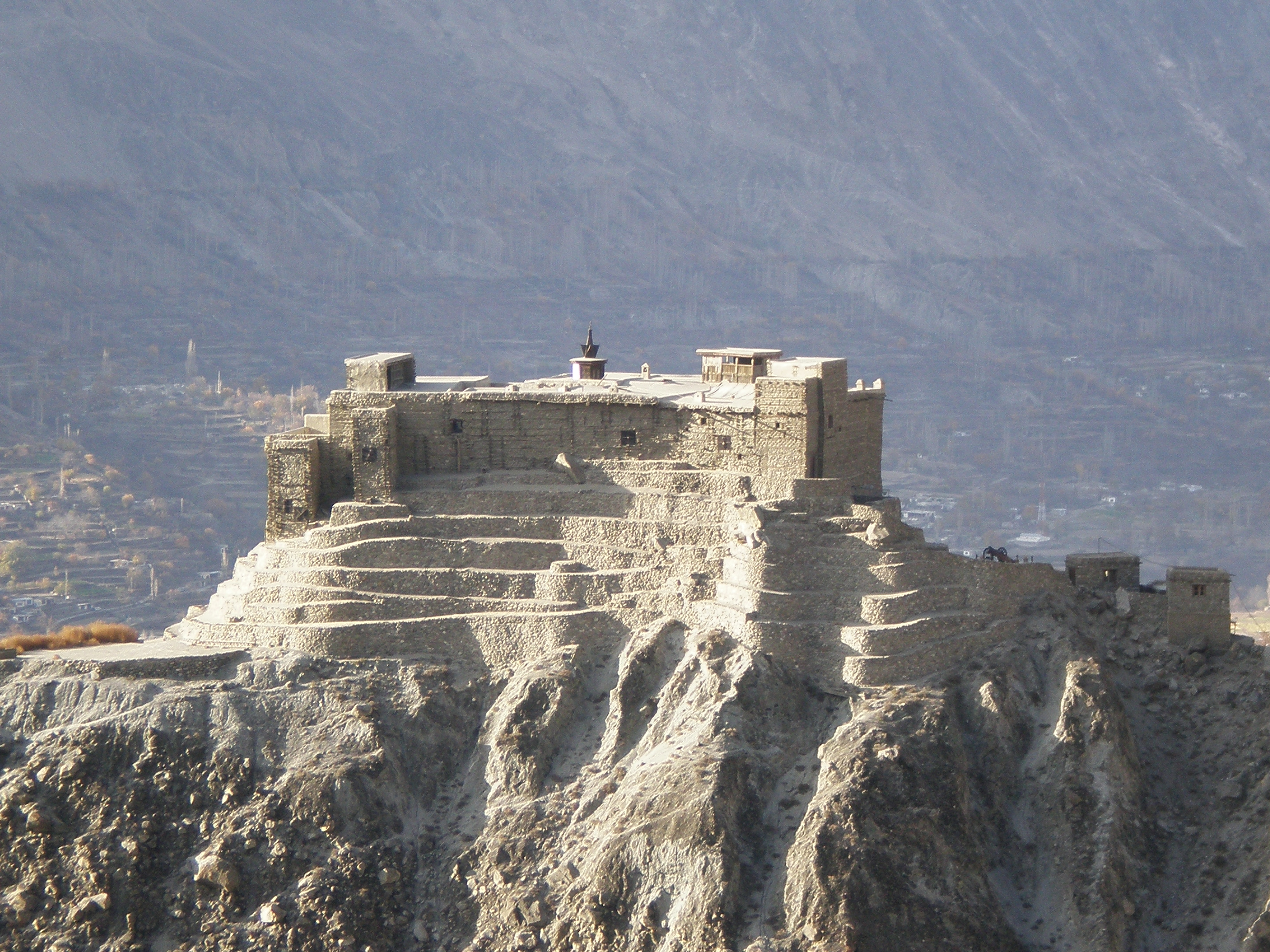
Балтит — неприступная резиденция раджи Хунзы

Хунза-Нагарская кампания — военная операция, проведённая в 1891 году британскими колониальными войсками в Индии в отношении туземных княжеств Хунза и Нагар в Гилгитском агентстве (в настоящее время округ Хунза-Нагар в Пакистане). В Пакистане кампания известна как «Англо-буришская война».
Поводом к вторжению на север стало вызывающее якобы поведение правителей Хунзы и Нагара по отношению к британскому агенту в Гилгите. К концу XIX века британские войска начали консолидацию территории в районах проживания носителей языка бурушаски, в ответ же эти племена начали приобретать оружие и боеприпасы. В контексте Большой игры правительство Британской Индии опасалось, что властители мелких княжеств на северной границе Джамму и Кашмира обратятся за помощью к Российской империи.
Операцией командовал полковник Джордж Алджернон Арнольд Дюран. Он имел под своим началом около тысячи винтовок и два орудия. Британцы получили контроль над Нагаром во время битвы при Нилт-Нагаре в 1891 году. Форт Нилт был взят в результате штурма, и после двухнедельной задержки скалы за его пределами были также взяты штурмом. Хунза и Нагар были оккупированы, раджа Нагара был оставлен на троне, но на условиях вассалитета перед британцами, а сводный брат раджи Хунзы был назначен в качестве князя на место своего брата.
За время этой кампании трое британцев были награждены крестами Виктории.